# Wipeout (jeu vidéo)
Pour les articles homonymes, voir Wipeout.
Wipeout (stylisé wipEout) est un jeu vidéo de course futuriste développé et édité par Psygnosis, sorti en 1995 sur PlayStation et PC, et en 1996 sur Saturn.
Il s'agit du premier épisode de la série wipeout. Commercialisé au lancement européen de la console PlayStation, Wipeout connait un large succès et participe à la réputation de la machine de Sony. Le jeu est apprécié pour son gameplay original, sa réalisation 3D saisissante et sa bande-son dynamique.
En l'an 2052, la ligue de course anti-gravité F3600 oppose huit concurrents aux commandes de vaisseaux armés lancés à grande vitesse sur des circuits accidentés.

## Système de jeu
Le joueur contrôle un vaisseau futuriste, un aérodyne en lévitation à moins d'un mètre au-dessus du sol. Le jeu propose des environnements en 3D temps réel avec une vitesse de défilement et une fluidité saisissante à l'époque. Les sensations de vitesse sont accentuées par le relief escarpé des pistes et une caméra dynamique (en vue embarquée, l'angle de vue accompagne l'inclinaison du vaisseau).
Le pilotage de l'engin est relativement technique : outre la direction, le joueur doit gérer les aérofreins latéraux de manière dissociée pour négocier les virages serrés à haute vitesse, et la tenue d'assiette pour mieux négocier les dénivelés et les sauts. La piste présente des pavés de vitesse, qui génèrent une accélération temporaire du vaisseau, et des pavés d'armement, qui activent une arme offensive ou défensive (missile, roquette, onde de choc, mines, bouclier) ou un bonus (turbo). Les armes servent uniquement à ralentir les concurrents (il est impossible de les détruire). Le joueur est amené à adapter son pilotage pour survoler les pavés, parfois situés hors de la trajectoire naturelle, et à prendre des décisions stratégiques, en privilégiant la vitesse ou l'armement.
Le titre propose sept circuits : Altima VII au Canada, Karbonis V au Japon, Terramax en Allemagne, Korodera en Russie, Aridos IV aux États-Unis, Silverstream au Groenland, et Firestar sur la planète Mars (piste à débloquer). Les tracés présentent un design fantaisiste avec d'importants dénivelés, des virages en lacet, en aveugle, des rétrécissements, des portions de pistes bosselées, des tremplins ou encore des embranchements plus ou moins avantageux. Les pistes sont bordées de murets qui préviennent des sorties de pistes mais sont très pénalisant au moindre contact.
Le jeu propose quatre modes de jeu (Championnat, Course simple, Contre-la-montre, Deux joueurs) et deux niveaux de difficulté (Venom et Rapier). Dans le mode Championnat, le joueur dispose de trois tentatives pour terminer sur le podium de la course et pouvoir passer à la suivante. Le mode deux joueurs, uniquement disponible dans la version PlayStation, propose un face à face en réseau local, en reliant deux consoles avec un câble PlayStation Link. Le mode inclut deux nouvelles armes (inversion des commandes et désactivation du système d'armement).

## Musique
La bande son s'illustre par de la musique électronique orienté techno et big beat. Tim Wright, alias CoLD SToRAGE, compositeur interne chez Psygnosis, en est le principal contributeur. La version PlayStation européenne et australienne propose aussi un titre des groupes en vogue Chemical Brothers, Leftfield et Orbital. L'album musical officiel, Wipeout: The Music, comprend des musiques pour l'essentiel différentes du jeu.

## Développement
Wipeout est développé par le studio interne de Psygnosis, basé à Liverpool. L'idée est de concevoir un titre qui ouvre de nouveaux horizons.
The Designers Republic, une agence de design graphique, a participé au graphisme additionnel du jeu, en plus du packaging (ce pourquoi ils ont été engagés à l'origine). Le studio de Sheffield, réputé pour ses travaux dans la publicité et la musique électronique (notamment pour le label Warp Records), a travaillé en étroite collaboration avec l'équipe sur tout le contenu artistique. Ils ont réalisé les logos et les livrées des écuries, la typographie des menus ou encore l'affichage tête haute. Wipeout est un des premiers jeux à mettre son identité visuelle entre les mains d'un studio indépendant. La collaboration s'est poursuivie avec les deux épisodes suivants.

## Marketing
L'attention de Psygnosis s'est portée sur le marketing, sur la façon dont le jeu pourrait capitaliser sur les méthodes de commercialisation de la musique et de la mode. L'intention était d'inscrire le jeu dans la tendance, d'attirer l'attention des clients de clubs et des acheteurs de disques, lesquelles représentent une niche mais compte un grand nombre de « faiseurs d'opinion » influents, et de capturer l'atmosphère underground du Royaume-Uni de l'époque. La participation de The Designer Republic et l'ajout de musiques sous licence participent de cet élan. Les activités de promotion incluent l'installation de consoles avec le jeu dans des boîtes de nuit populaires, comme le Ministry of Sound, l'édition d'un album musical, Wipeout: The Music, et la vente d'une gamme de vêtements. Le jeu apparait dans l'un des spots publicitaires de la série Society Against PlayStation, qui accompagne le lancement de la console.

## Commercialisation
La version PlayStation est rééditée en téléchargement sur PlayStation Portable le 8 mars 2007 aux États-Unis, le 22 juin 2007 en Europe et le 30 août 2007 au Japon, et sur PlayStation 3 le 3 mai 2007 aux États-Unis, le 22 juin 2007 en Europe et le 30 août 2007 au Japon.